# ۱۲۰۳ (قمری)
۱۲۰۳ (قمری)، هزار و دویست و سومین سال در گاهشماری هجری قمری است. اول محرم این سال برابر با دوم اکتبر سال ۱۷۸۸ میلادی است.

## درگذشتگان
*جعفرخان رند، پادشاه ایران و هفتمین فرمانروای زندیه

## وابسته
- عباس میرزا
- زندیان
- لطفعلی‌خان زند